# Simulium abadii
Simulium abadii es una especie de insecto del género Simulium, familia Simuliidae, orden Diptera. Fue descrita por Takaoka en 2003.
Se encuentra en la isla de Célebes.